# Schwedische Badmintonnationalmannschaft
Die schwedische Badmintonnationalmannschaft repräsentiert Schweden in internationalen Badmintonwettbewerben. Die Mannschaft tritt als reines Männerteam (Thomas Cup), reines Frauenteam (Uber Cup) oder als gemischte Mannschaft (Sudirman Cup) auf.

## Teilnahmen an internationalen Großveranstaltungen
| Thomas Cup - Thomas Cup 1984 – 7. / 8. - Thomas Cup 1986 – 7. / 8. - Thomas Cup 1988 – 7. / 8. - Thomas Cup 1990 – 7. / 8. - Thomas Cup 1992 – 5. / 6. - Thomas Cup 2002 – 7. / 8. | Uber Cup - Uber Cup 1992 – Halbfinalist - Uber Cup 1994 – Halbfinalist | Sudirman Cup - Sudirman Cup 1989 – 5. - Sudirman Cup 2001 – 6. - Sudirman Cup 2005 – 8. - Sudirman Cup 2007 – 16. |

## Bekannte Spieler und Spielerinnen
| Herren - Thomas Kihlström - Stefan Karlsson - Bengt Fröman - Gert Perneklo - Sture Johnsson | Damen - Eva Twedberg - Catrine Bengtsson - Maria Bengtsson - Johanna Persson - Sara Persson |